# Chandler Canterbury
Chandler Canterbury (Houston, Texas; 15 de diciembre de 1998) es un actor estadounidense conocido por protagonizar las películas Knowing y The Host.

## Vida y carrera
Chandler es hijo de Kristine y Russell Canterbury. Tiene un hermano mayor, Colby, que también es actor, y una hermana menor llamada Shelby, actriz. Fue protagonista en el thriller de Summit Entertainment Knowing (2009), pero ya había ganado un premio Young Artist (2008) por su escalofriante interpretación de un niño sociópata que sigue el ejemplo asesino de su padre en un capítulo de Criminal Minds (2005). Canterbury trabajó también en la película Powder Blue, con Whitaker, Jessica Biel y Ray Liotta.
En El curioso caso de Benjamin Button (2008), interpreta el personaje del título a la edad de ocho años, que tiene la demencia de un anciano.
Canterbury apareció recientemente en un papel principal en el thriller psicológico After Life, junto a Liam Neeson y Christina Ricci. Apareció también en Repo Men, de Universal (2010), y en Powder Blue, de Timothy Linh Bui.
Personificó al joven Peter Bishop en el episodio «Subject 13» de Fringe  (2011).
En 2013 protagonizó dos películas: The Host, junto a Saoirse Ronan y la independiente Plastic Jesus, junto a Mackenzie Foy y Hilarie Burton.

## Premios y reconocimientos
En 2008 se hizo con un premio al Mejor Artista Infantil por su desconcertante interpretación en la exitosa serie de televisión "Mentes criminales".

## Filmografía
| Año  | Título                             | Personaje                  | Notas                                   |
| ---- | ---------------------------------- | -------------------------- | --------------------------------------- |
| 2007 | Criminal Minds                     | David Smith                | Debut en televisión                     |
| 2008 | El curioso caso de Benjamin Button | Botón de Benjamín - Edad 8 |                                         |
| 2009 | Balls Out: Gary the Tennis Coach   | Joven Gary                 |                                         |
| 2009 | Knowing                            | Caleb Koestler             |                                         |
| 2009 | Powder Blue                        | Billy                      |                                         |
| 2010 | R.L. Stine's The Haunting Hour     | Jack                       |                                         |
| 2010 | Repo Men                           | Peter                      |                                         |
| 2010 | R.L. Stine's The Haunting Hour     | Tim                        | Episodio «My Robot»                     |
| 2011 | Fringe                             | Joven Peter Bishop         | «Subject 13» (temporada 3, episodio 15) |
| 2012 | A Bag of Hammers                   | Kelsey                     |                                         |
| 2012 | Little Red Wagon                   | Zach Bonner                | Rol principal                           |
| 2013 | La huésped                         | Jamie Stryder              | Elenco principal                        |
| 2013 | Standig Up                         | Howie                      |                                         |
| 2013 | Plastic Jesus                      | Malick                     |                                         |
| 2013 | When Angels Sing                   | David Walker               |                                         |